# Cobie Durant
Decobie Durant (Lamar, 9 febbraio 1998) è un giocatore di football americano statunitense che milita nel ruolo di cornerback per i Los Angeles Rams della National Football League (NFL).

## Carriera

### Los Angeles Rams
Al college Durant giocò a football alla South Carolina State University dal 2016 al 2021. Fu scelto nel corso del quarto giro (142º assoluto) nel Draft NFL 2022 dai Los Angeles Rams. Debuttò come professionista subentrando nella gara del primo turno contro i Buffalo Bills. La settimana successiva mise a segno un sack e un intercetto su Marcus Mariota nella vittoria sugli Atlanta Falcons. Chiuse la stagione guidando la NFL in yard su ritorno di intercetto (151). Complessivamente nella sua annata da rookie disputò 13 partite, di cui una come titolare, con 22 tackle, un sack, 3 intercetti e 5 passaggi deviati.
Nel settimo turno della stagione 2024 Durant fece registrare due placcaggi (di cui uno con perdita di yard), un sack, un intercetto, due passaggi deviati e un fumble forzato nella vittoria sui Las Vegas Raiders, venendo premiato come miglior difensore della NFC della settimana.

## Palmarès
- Difensore della NFC della settimana: 1

7ª del 2024